# 阿塞洛米塔爾軌道塔

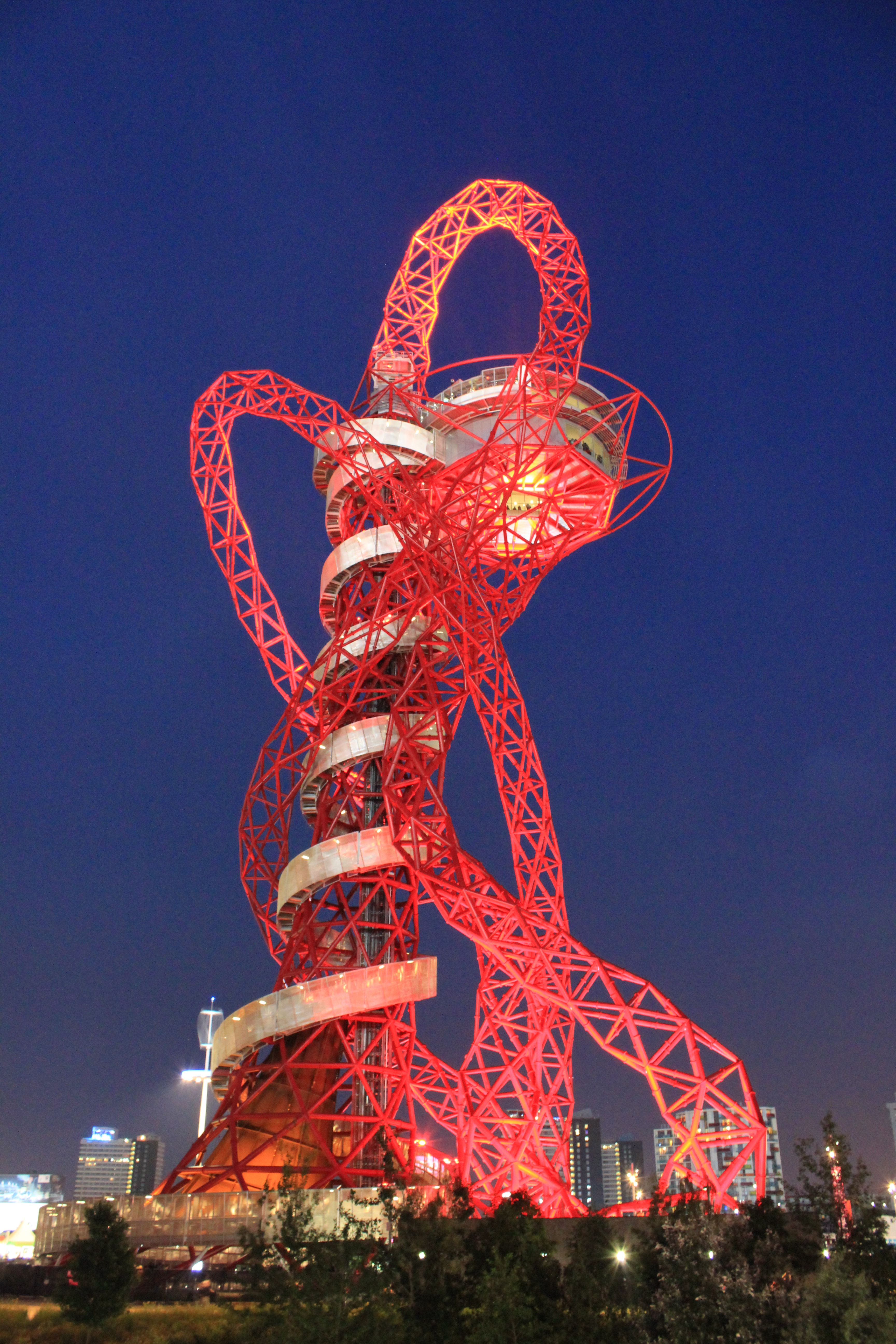

阿塞洛米塔爾軌道塔（ArcelorMittal Orbit）是英國倫敦的一座瞭望塔，高114.5米，位於英女王伊麗莎白二世奧林匹克公園。阿塞洛米塔爾軌道塔是英國最大的公共藝術，是為了慶祝倫敦舉辦2012年奧運會和殘奧會而興建。塔銘取自於該塔的主要贊助商拉克希米·米塔爾的鋼鐵公司。

## 外部連結
- 官方网站
- Orbit （页面存档备份，存于） Anish Kapoor website
- The ArcelorMittal Orbit Greater London Authority
- 360 degree view of the Orbit （页面存档备份，存于） London Mayor's YouTube channel

1. ↑  Tim Adams: "Anish Kapoor's Orbit tower: the mother of all helter-skelters" （页面存档备份，存于） in The Guardian, 5 May 2012